# Кузнецово (Александрово-Заводський район)
Кузнецо́во (рос. Кузнецово) — село у складі Александрово-Заводського району Забайкальського краю, Росія. Адміністративний центр та єдиний населений пункт Кузнецовського сільського поселення.

## Населення
Населення — 233 особи (2010; 284 у 2002).
Національний склад (станом на 2002 рік):
- росіяни — 88 %